# Daan Reiziger
Daan Reiziger (Glimmen, 18 giugno 2001) è un calciatore olandese, portiere del Telstar.

## Carriera

### Club
Cresciuto nei settori giovanili di Groningen e Ajax, il 19 dicembre 2017 firma il primo contratto professionistico con i Lancieri, valido fino al 2021. Debutta con la seconda squadra del club di Amsterdam il 19 marzo 2021, nella partita di Eerste Divisie vinta per 4-3 contro il MVV. Il 20 maggio seguente passa a parametro zero al Vitesse, che lo tessera con un contratto triennale; esordisce con la società di Arnhem il 4 settembre 2022, nell'incontro di Eredivisie vinto per 0-1 contro il Groningen.

### Nazionale
Ha giocato nelle nazionali giovanili olandesi Under-16, Under-17, Under-18 ed Under-19.

## Statistiche

### Presenze e reti nei club
Statistiche aggiornate al 5 novembre 2022.
| Stagione        | Squadra         | Campionato      | Campionato | Campionato | Coppe nazionali | Coppe nazionali | Coppe nazionali | Coppe continentali | Coppe continentali | Coppe continentali | Altre coppe | Altre coppe | Altre coppe | Totale | Totale |
| Stagione        | Squadra         | Comp            | Pres       | Reti       | Comp            | Pres            | Reti            | Comp               | Pres               | Reti               | Comp        | Pres        | Reti        | Pres   | Reti   |
| --------------- | --------------- | --------------- | ---------- | ---------- | --------------- | --------------- | --------------- | ------------------ | ------------------ | ------------------ | ----------- | ----------- | ----------- | ------ | ------ |
| 2020-2021       | Jong Ajax       | ED              | 9          | -13        | -               | -               | -               | -                  | -                  | -                  | -           | -           | -           | 9      | -13    |
| 2021-2022       | Vitesse         | E               | 0          | 0          | CO              | 0               | 0               | UECL               | 0                  | 0                  | -           | -           | -           | 0      | 0      |
| 2022-2023       | Vitesse         | E               | 4          | -5         | CO              | 1               | -2              | -                  | -                  | -                  | -           | -           | -           | 5      | -7     |
| Totale Vitesse  | Totale Vitesse  | Totale Vitesse  | 4          | -5         |                 | 1               | -2              |                    | 0                  | 0                  |             | -           | -           | 5      | -7     |
| Totale carriera | Totale carriera | Totale carriera | 13         | -18        |                 | 1               | -2              |                    | 0                  | 0                  |             | -           | -           | 14     | -20    |